# Gmina Czarny Dunajec
Die Gmina Czarny Dunajec ist eine Stadt-und-Land-Gemeinde (gmina miejsko-wiejska) im Powiat Nowotarski der Woiwodschaft Kleinpolen in Polen. Ihr Sitz ist die gleichnamige Stadt mit etwa 3800 Einwohnern. Mit der zum 1. Januar 2023 erfolgten Erhebung von Czarny Dunajec zur Stadt wurde die Gemeinde von einer Landgemeinde (gmina wiejska) zu einer Stadt-und-Land-Gemeinde.

## Gliederung
Zur Stadt-und-Land-Gemeinde Czarny Dunajec gehören folgende Ortschaften mit einem Schulzenamt (sołectwo):
Chochołów
Ciche
Czarny Dunajec
Czerwienne
Dział
Koniówka
Odrowąż
Piekielnik
Pieniążkowice
Podczerwone
Podszkle
Ratułów
Stare Bystre
Wróblówka
Załuczne
Weitere Ortschaften der Gemeinde sind Brzuchacze, Chraca, Górny Młyn, Szeligówka.

## Sehenswürdigkeiten
- Ehemalige Synagoge in Czarny Dunajec, erbaut Anfang des 20. Jahrhunderts

## Persönlichkeiten
- Stanisław Cikowski (1899–1959), Fußballspieler und Mediziner; geboren in Czarny Dunajec.
- Kazimierz Gałecki (1863–1941), Politiker und Diplomat; geboren in Czarny Dunajec.
- Karol Zając (1913–1965), Skirennläufer; geboren in Czarny Dunajec.